# One Hand Message
『One Hand Message』（ワンハンドメッセージ）は、OxTの5作目のシングル。2017年1月25日にKADOKAWAより発売された。

## 概要
前作『STRIDER'S HIGH』から約1年ぶり、『Be The Best! Be The Blue!/Tears of a Genius』の一般発売から数えると1週間ぶりの作品。
今作は表題曲・カップリング曲ともに作曲を「OxT」名義でTom-H@ckと大石昌良が手掛けている。OxT名義での作曲はこれが初めて。
表題曲「One Hand Message」は、「絆」をテーマとしてテレビアニメ『ハンドシェイカー』のオープニングテーマとして書き下ろされた楽曲で、Tom-H@ckのエレキギターと大石昌良のアコースティックギターの融合によるサウンドで構成される。
カップリング曲「Laughter Slaughter」は、『劇場版総集編 オーバーロード 漆黒の英雄』主題歌として書き下ろされた。

## 収録曲
| 全作詞: hotaru、全作曲: OxT、全編曲: Tom-H@ck。 |                                                                          |        |            |      |
| #                                               | タイトル                                                                 | 作詞   | 作曲・編曲 | 時間 |
| 1.                                              | 「One Hand Message」(テレビアニメ『ハンドシェイカー』オープニングテーマ) | hotaru | OxT        | 3:29 |
| 2.                                              | 「Laughter Slaughter」(『劇場版総集編 オーバーロード 漆黒の英雄』主題歌) | hotaru | OxT        | 3:22 |
| 3.                                              | 「One Hand Message」(instrumental)                                       | hotaru | OxT        | 3:28 |
| 4.                                              | 「Laughter Slaughter」(instrumental)                                     | hotaru | OxT        | 3:20 |
| 合計時間:                                       | 合計時間:                                                                | 13:39  |            |      |